# Jomsom
Jomsom (auch Jomosom) (Nepali जोमसोम) ist ein Dorf und ein Village Development Committee im oberen Kali-Gandaki-Tal in Nepal und liegt auf einer Höhe von 2770 m.
Jomsom ist der Hauptort des Distriktes Mustang und liegt am Annapurna Circuit. Der Ort besitzt einen Flugplatz, der von Pokhara aus angeflogen wird und daher häufig Ausgangs- oder Endpunkt für Trekkingtouren ist. Ebenfalls ist dort eine Ausbildungseinheit der Hochgebirgsjäger der nepalesischen Armee stationiert. Am südlichen Ortsende ist das Mustang Eco Museum mit einer Fotogalerie, einer Sammlung von örtlichen Kostümen und einer Bücherei zu finden. Seit 2008 führt eine unbefestigte Straße (für Jeeps und Motorräder befahrbar) von Pokhara nach Jomsom und weiter zur berühmten Pilgerstätte von Muktinath. Wenige Kilometer südlich liegt das Apfel- und Aprikosenanbaugebiet Nepals (Marpha, Tukuche).

## Einwohner
Jomsom hatte bei der Volkszählung 2011 1370 Einwohner (davon 702 Männer) in 430 Haushalten.

## Dörfer und Weiler
Jomsom besteht aus mehreren Dörfern und Weilern:
- Dhumba (2780 m)
- Hadigaun (2730 m)
- Jomsom (2740 m ⊙)
- Kaisang (3460 m)
- Samle (2780 m)
- Thinigaun (2860 m ⊙)

## Verkehr

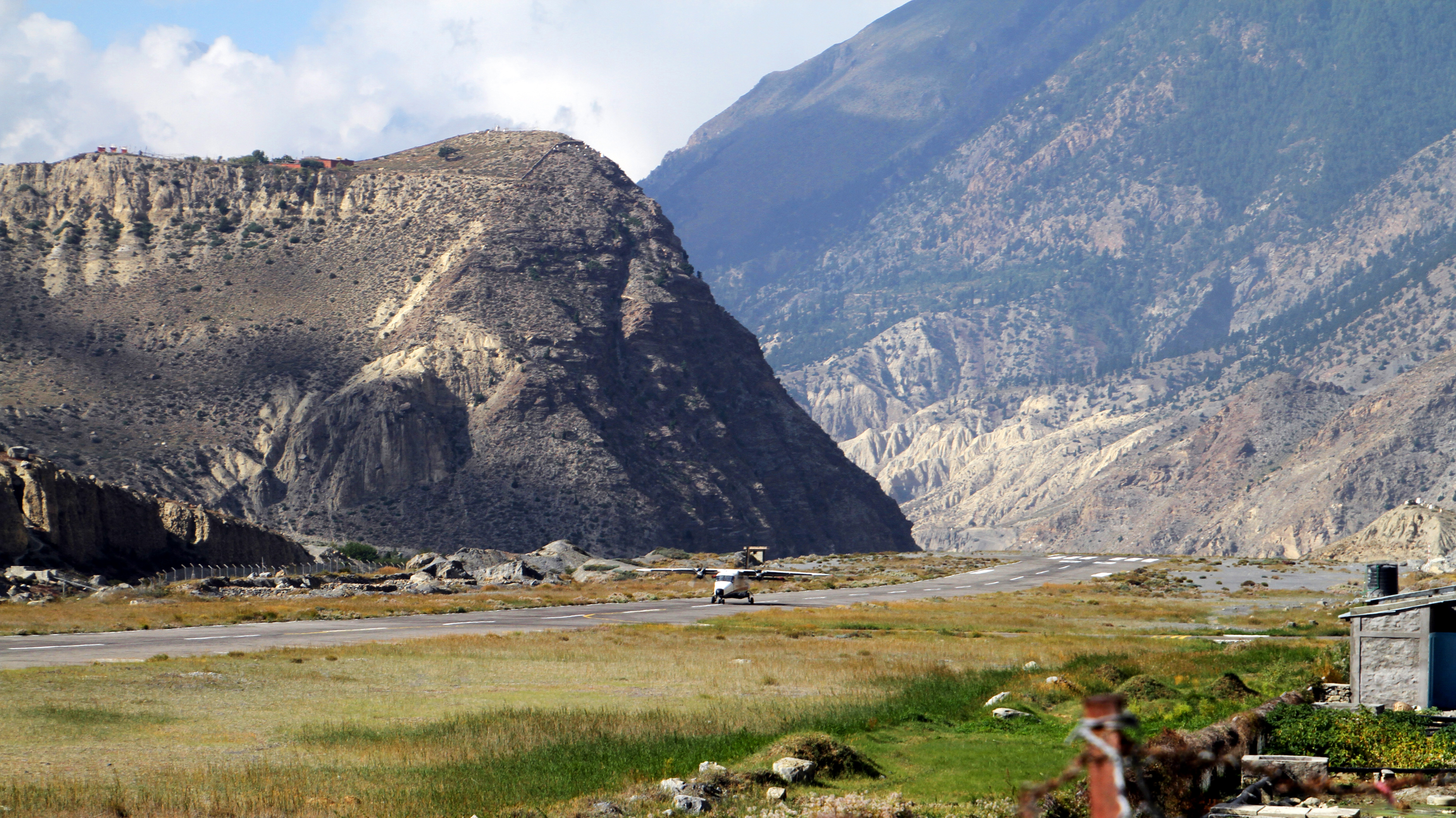
Flugplatz in Jomsom

Der Flughafen Jomsom (eigentlich nur ein Flugplatz) gilt aufgrund der Lage zwischen hohen Bergen als gefährlich.

Jomsom
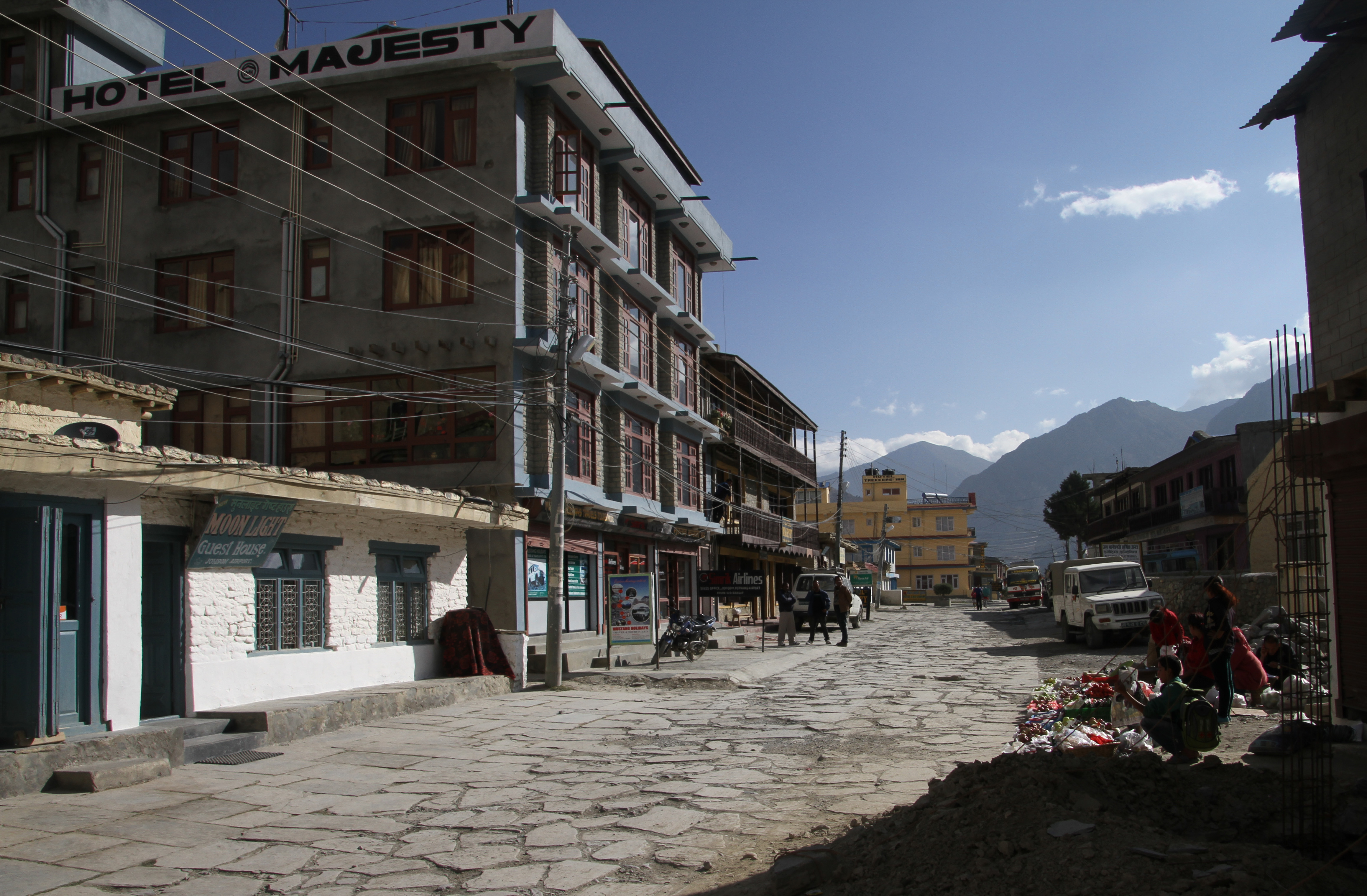
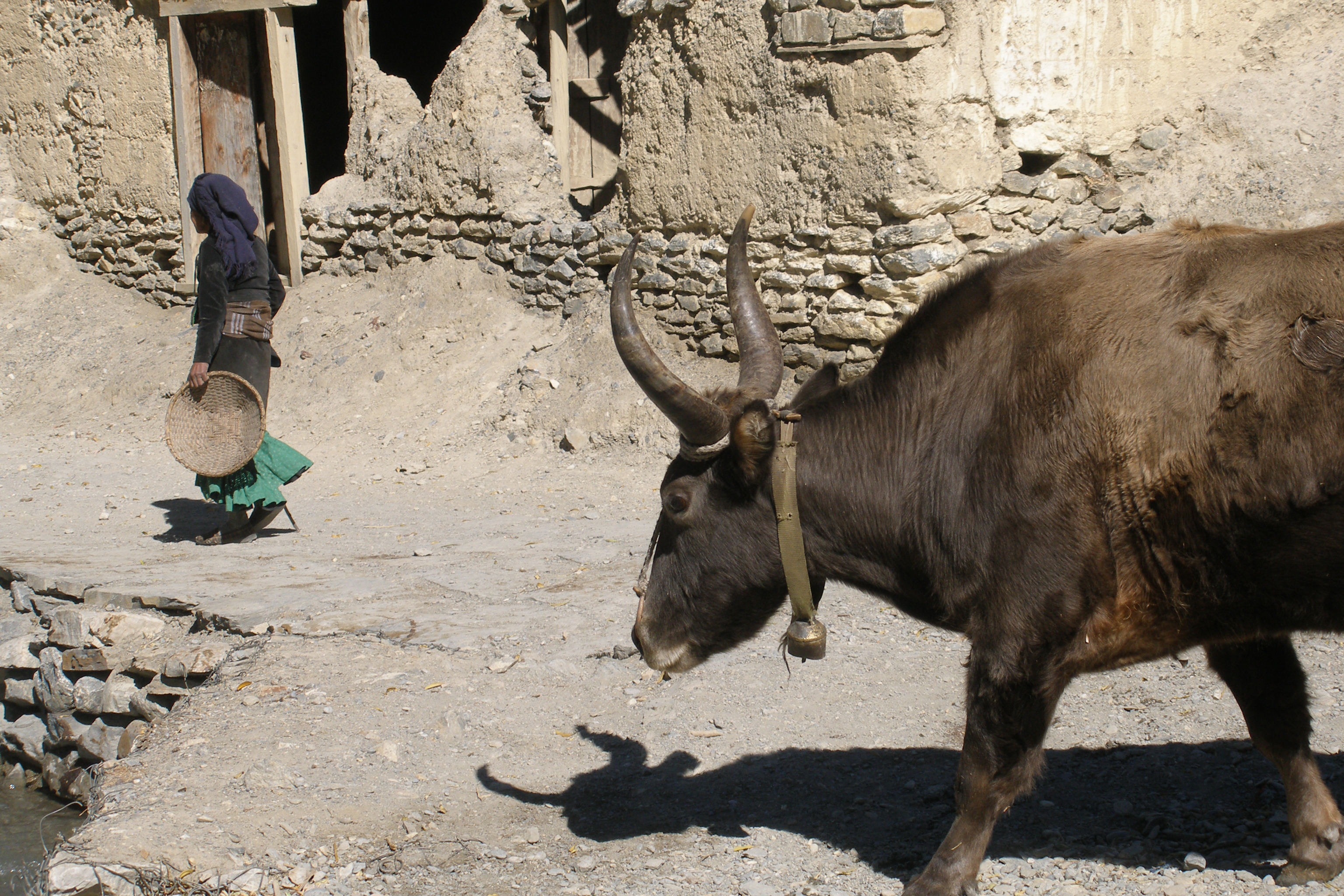
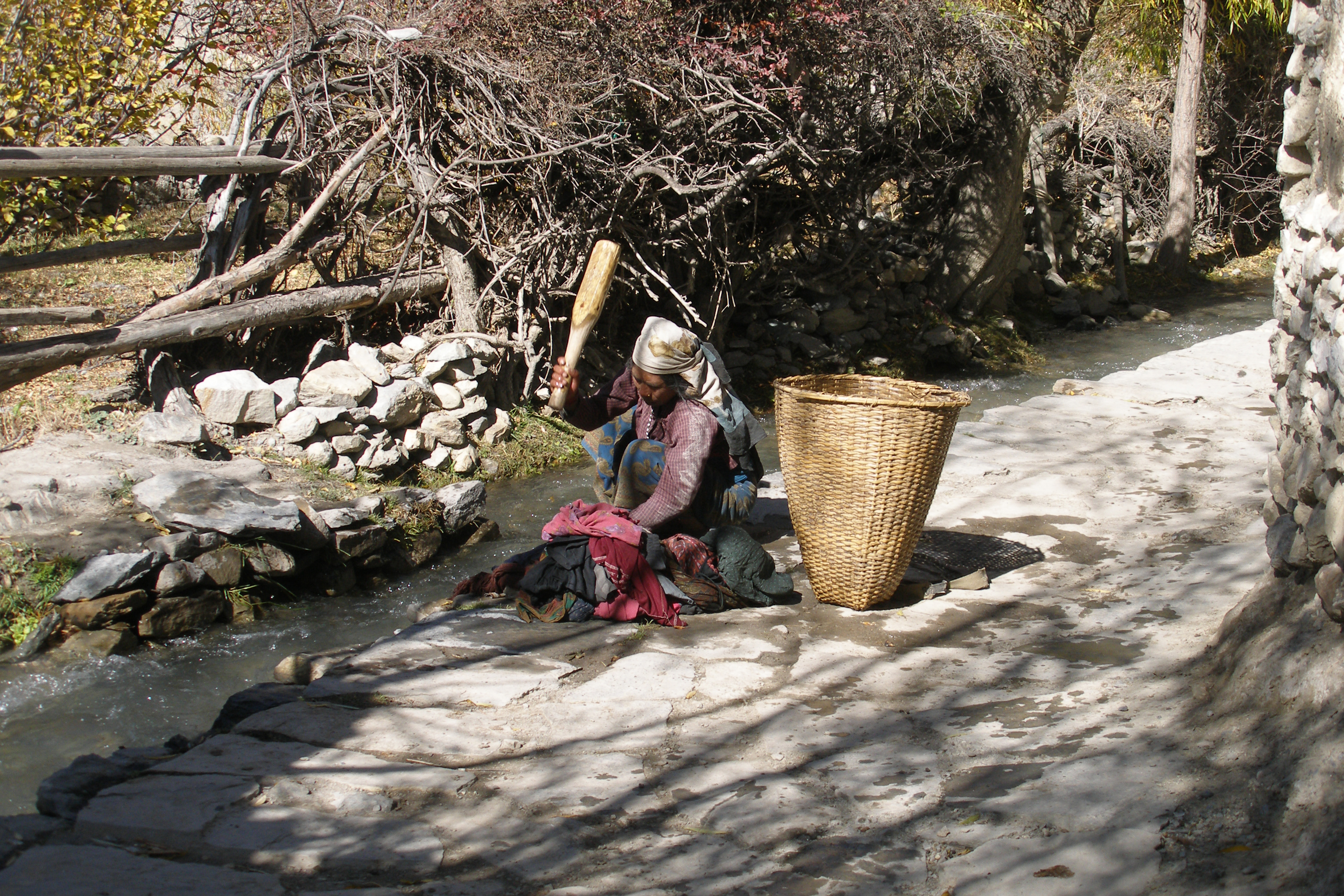
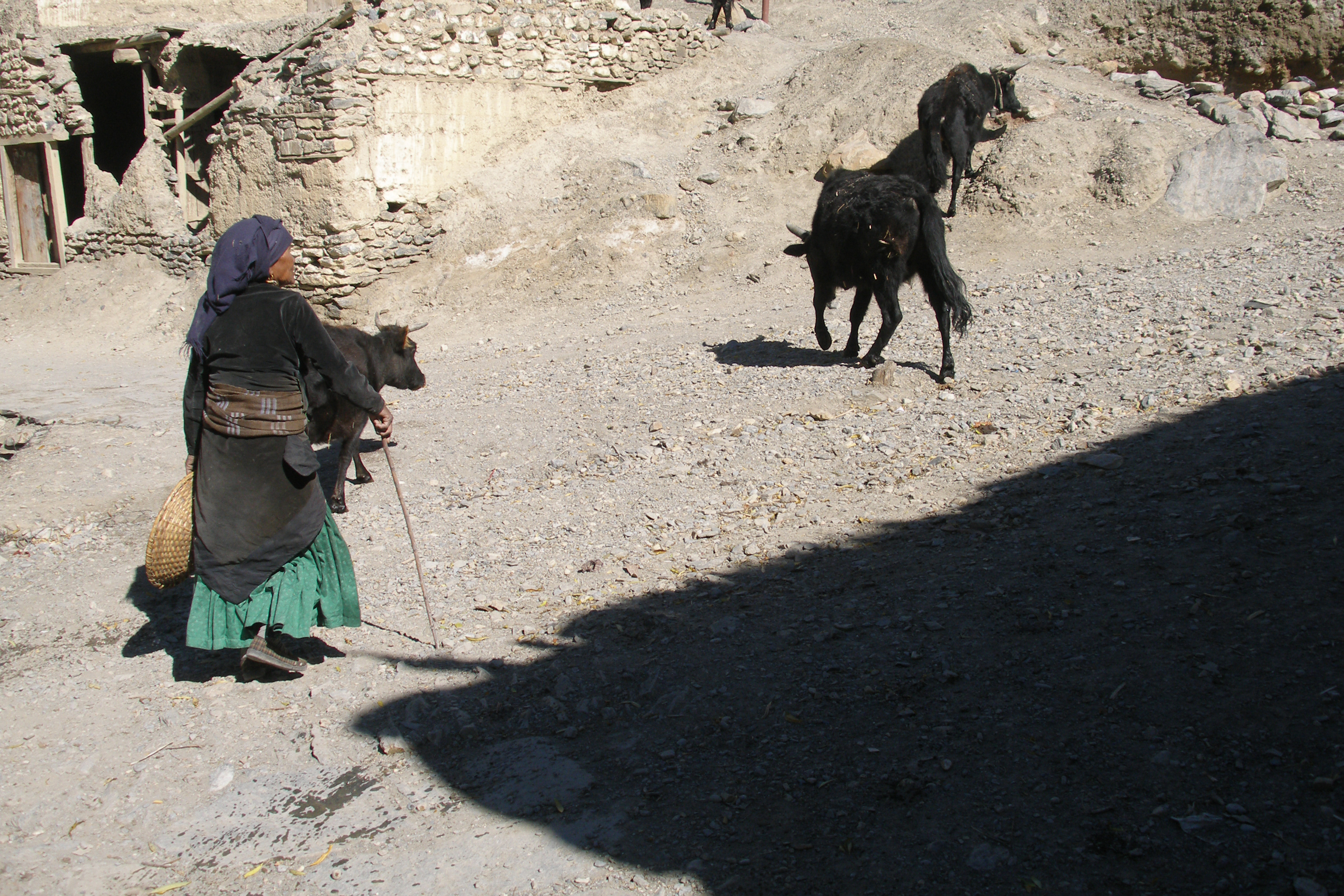
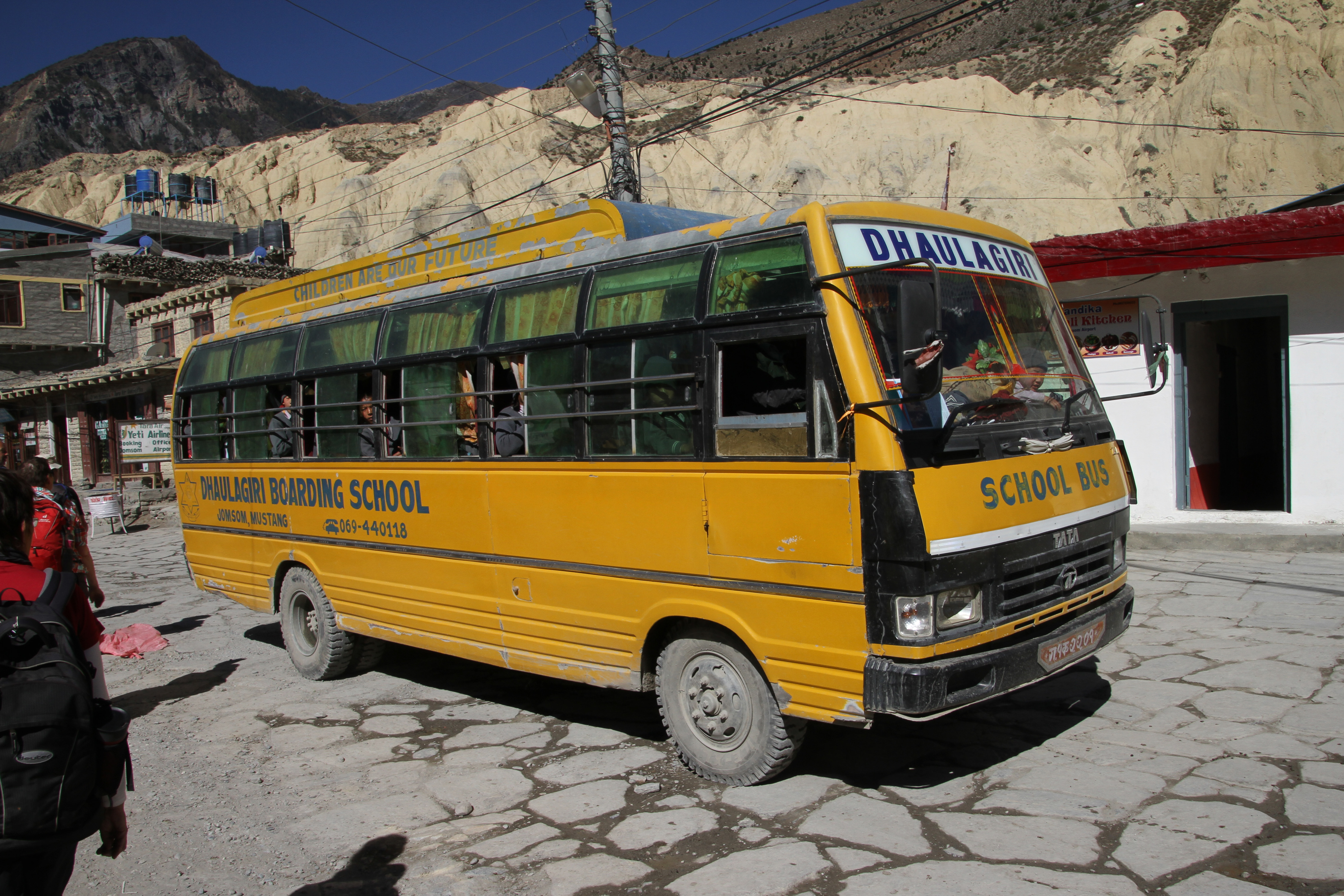
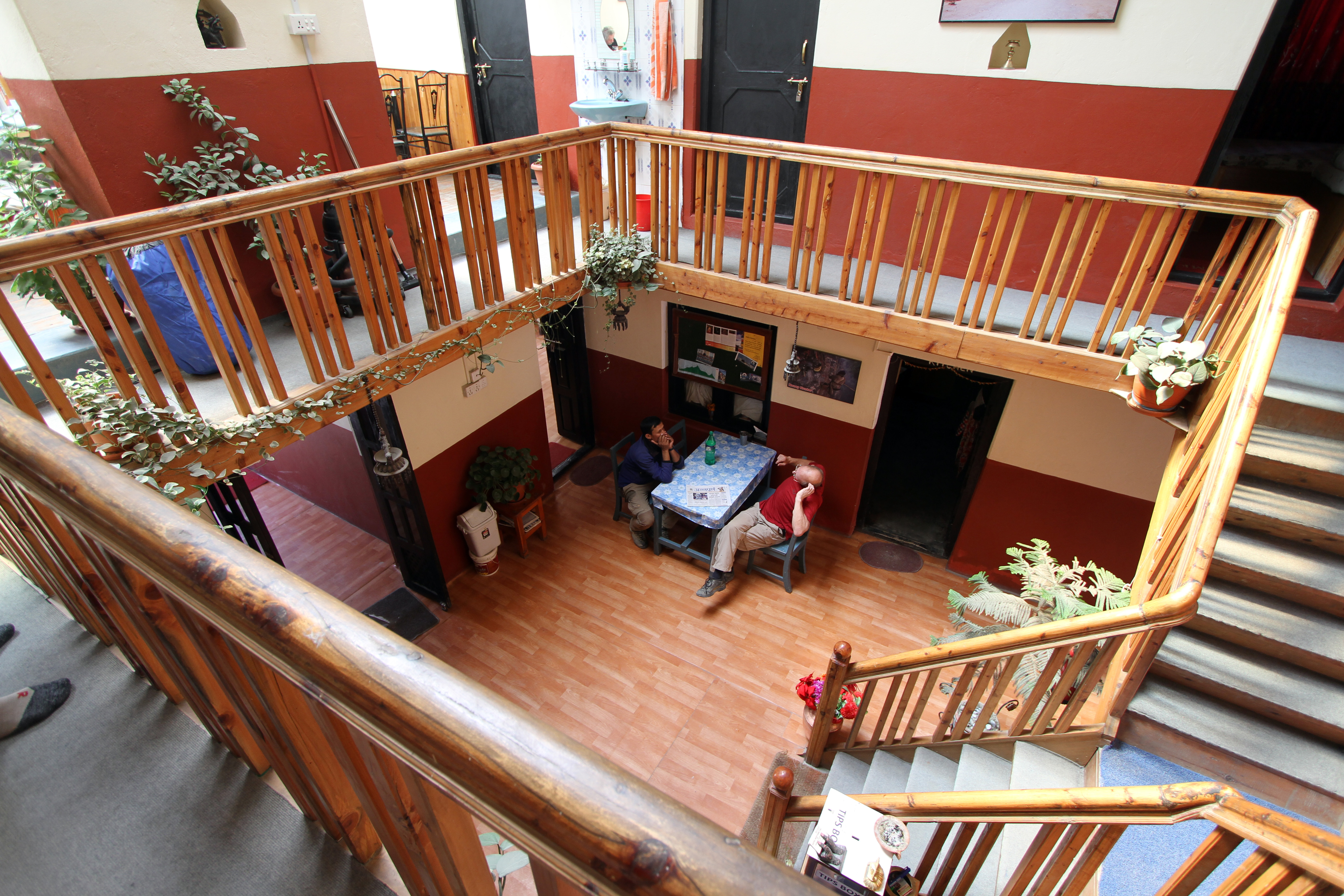
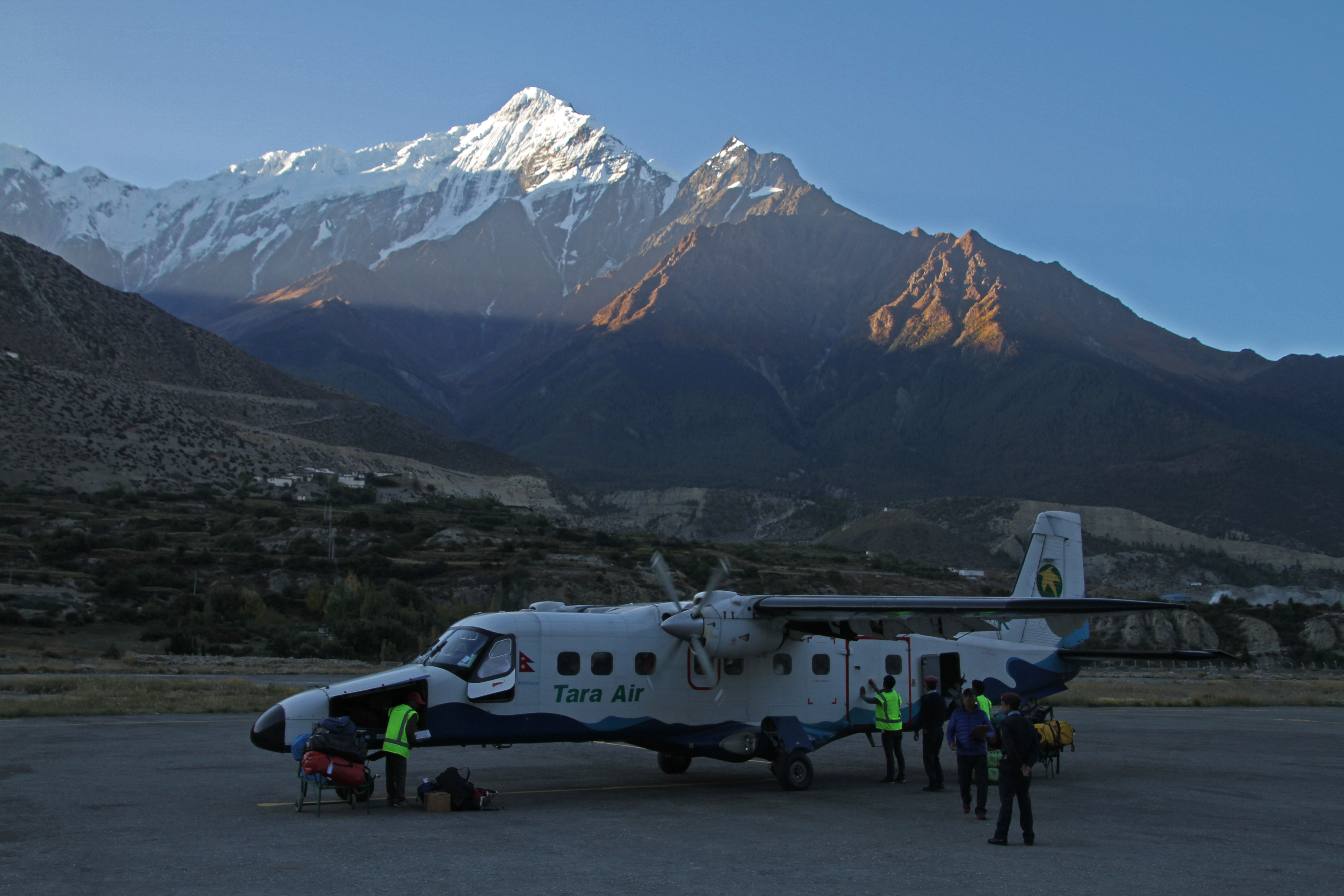

## Klimatabelle
|                       | Jan | Feb | Mär | Apr | Mai | Jun | Jul | Aug | Sep | Okt | Nov | Dez |   |      |
| Mittl. Tagesmax. (°C) | 12  | 13  | 16  | 20  | 23  | 25  | 25  | 25  | 23  | 19  | 15  | 13  | ⌀ | 19,1 |
| Mittl. Tagesmin. (°C) | −3  | −1  | 2   | 4   | 7   | 12  | 14  | 14  | 11  | 5   | 1   | −2  | ⌀ | 5,4  |
|                       |     |     |     |     |     |     |     |     |     |     |     |     |   |      |
| Niederschlag (mm)     | 20  | 18  | 23  | 15  | 11  | 17  | 41  | 54  | 35  | 37  | 2   | 2   | Σ | 275  |

| −3 |

| −1 |

| 2 |

| 4 |

| 7 |

| 12 |

| 14 |

| 14 |

| 11 |

| 5 |

| 1 |

| −2 |

| −3 |

| −1 |

| 2 |

| 4 |

| 7 |

| 12 |

| 14 |

| 14 |

| 11 |

| 5 |

| 1 |

| −2 |